# Лого (език за програмиране)
Лого (на английски: Logo) е език за програмиране. Преведен е на български. В България е популярен през 80-те и началото на 90-те години. Използва се предимно за графични изображения.
Група специалисти под ръководството на Сеймур Папет, които работят в компанията Bolt, Beranek & Newman, през 1968 г. започват работа по създаването на език, който комбинира теорията на изкуствения интелект с теориите за обучение на Жан Пиаже. В резултат се появява лесен за използване език, който учи децата на програмиране (като използва графика с „костенурка“) и същевременно може да бъде използван за разработки в областта на изкуствения интелект като ЛИСП. По-нататък работата по Logo продължава в Масачузетския технологичен институт, където се създава версията MIT Logo.
Главната сила на Logo е в това, че е лесен за употреба. С графиката с „костенурка“ само няколко прости команди могат да създадат сложен чертеж. С помощта на Logo и неговия моментален интерактивен отговор дори и съвсем малки деца могат да се запознаят с компютъра. При по-сериозно вглеждане се установява, че в Logo много лесно могат да се създават комплексни структури от данни. Пример за команда за изчертаване на окръжност е:
```
за окръжност
повтори 360 (нп 1, нд 1)
край
```

където нп=напред, нд=надясно. Аналогично квадрат се изчертава с командите:
```
за квадрат
повтори 4 (нп 10, нд 90)
край
```

където 10 е стъпката на страните.